# Kim Bo-ram
Kim Bo-ram (9 de abril de 1973) é um arqueiro sul-coreano, medalhista olímpico.

## Carreira
Kim Bo-ram representou seu país nos Jogos Olímpicos em 1996, ganhando a medalha de prata por equipes em 1996.